# Nectonema agile
Nectonema agile ist der Name einer marinen Saitenwurm-Art aus der Familie der Nectonematidae, die im Atlantischen Ozean und Mittelmeer lebt und in Zehnfußkrebsen parasitiert.

## Merkmale
Nectonema agile wird etwa 0,3 mm bis 1 mm dick und laut dem deutschen Zoologen Otto Bürger (1891) 8 cm bis 22 cm lang. Die französischen Autoren Noël und Maran (2018) geben dagegen für die Männchen Längen von 5 cm bis 10 cm (gelegentlich 20 cm) und für die Weibchen 3 cm bis 6 cm an, womit die Tiere wie alle Saitenwürmer im Vergleich zur Länge sehr dünn, also fadenförmig (filiform oder nematomorph) sind. Das längste bisher gefundene Individuum ist allerdings ein Weibchen von 59 cm Länge, das in einem Amerikanischen Hummer gefunden wurde. Der Saitenwurm hat eine zylindrische Gestalt und eine glatte Körperoberfläche, wobei er an beiden Enden leicht abgeflacht und das Kopfende zudem abgerundet konisch ist. Entlang des gesamten Körpers mit Ausnahme eines längeren Kopfabschnittes und kürzeren Schwanzabschnittes hat das Tier zwei Reihen haarförmiger Schwimmborsten. In seinem Wirt hat der Saitenwurm eine helle, kremfarbene bis beige Färbung, doch nimmt er eine dunkle Farbe an, nachdem er das Wirtstier verlassen hat. Als arttypisches Merkmal wird genannt, dass das vordere Drittel des Körpers um die Längsachse gedreht ist, und zwar am äußersten Vorderende um 90°. Das Hinterende erscheint beim Weibchen senkrecht zur Körperachse abgeschnitten. Die Unterschiede zwischen Männchen und Weibchen sind abgesehen von der Körperlänge gering. Bei beiden Geschlechtern befindet sich die Geschlechtsöffnung am äußersten Körperende. Das Männchen ist allerdings am hinteren Körperende mit Schüppchen bedeckt.

## Verbreitung, Lebensraum und Wirte
Nectonema agile ist im Atlantischen Ozean an den Küsten Nordamerikas (Süd-Kanada, Nord-USA) und Europas wie auch im Mittelmeer, dem Ärmelkanal und der Nordsee verbreitet. Die Tiere bewegen sich als geschlechtsreife Tiere frei schwimmend in Schlängelbewegungen auch nahe der Meeresoberfläche fort, wo sie abwechselnd ihre linken und rechten Längsmuskeln kontrahieren. Die Jungtiere parasitieren unterschiedlichste Zehnfußkrebse wie etwa Garnelen, Krabben oder auch Hummer. Dabei können mitunter erhebliche Prävalenzen erreicht werden, in gewissen Populationen des amerikanischen Taschenkrebses Cancer magister zwischen 2 % und 21 %. Der Parasit lebt vor allem im Thorax des befallenen Krebses.

## Entwicklungszyklus
Nectonema agile ist getrenntgeschlechtlich. Männchen und Weibchen suchen sich gegenseitig aktiv im Wasser auf. Die etwa 36 bis 40 μm großen, kugeligen und glatten Eier werden im Zuge der Kopulation im Weibchen befruchtet und bilden nach der Eiablage beim Kontakt mit dem Meerwasser an ihrer Oberfläche lange konische Stacheln. Aus den stachligen Eiern schlüpfen etwa 0,3 mm bis 0,4 mm lange durchsichtige Larven ohne Oesophagus, aber mit einem Rüssel, an dem zwei Hakenkränze (allerdings keine Stilette wie bei Süßwasser-Saitenwürmern) sitzen. Das Eindringen der Larven in die als Wirte dienenden Krebse ist noch nicht beobachtet worden, doch gilt als wahrscheinlich, dass sich die Larven von den Krebsen verschlucken lassen. Der Hakenrüssel dient allem Anschein nach dazu, die Darmwand des Wirtes zu durchbohren, damit der Saitenwurm in der Leibeshöhle, dem Mixocoel des Wirts leben kann. Hier wächst die Larve, die sich insbesondere im Thorax aufhält, zu einem langen Wurm mit Oesophagus (aber ohne Mund) heran, wobei sie Nährstoffe aus dem Wirt über ihre Haut aufnimmt. Noch im Wirt entwickelt das Tier Gonaden, einen rudimentären Darm und Schwimmborsten. Schließlich kann der Saitenwurm einen Großteil des Inneren des Wirts einnehmen. Ist er ausgewachsen, durchbohrt er die Gelenkhaut des Wirts und gelangt ins freie Meerwasser. Wahrscheinlich wird dabei in aller Regel die Haut zwischen dem Carapax und dem ersten Segment des Abdomens penetriert. Je nach Größe des Wirts wird dieser (seltener) getötet, kastriert oder auch nur in begrenztem Umfang geschädigt. Der adulte Saitenwurm frisst nichts mehr, sondern sucht schwimmend unter Zuhilfenahme seiner Schwimmborsten seinen Sexualpartner auf. Nach der Kopulation werden neue Eier abgelegt, aus denen neue Larven hervorgehen, während die Elterntiere sterben.